# CS U Alba Iulia (baschet feminin)
CS Universitatea Alba Iulia este o echipă profesionistă feminină de baschet din Alba Iulia, România care evoluează în Liga Națională.

## Istorie

### Începuturile
Echipa de baschet feminin CSU LPS Alba Iulia a fost înființată în octombrie 2007, aducând sub titulatura sa două instituții de învățământ, respectiv Universitatea “1 Decembrie 1918” și Liceul cu Program Sportiv din Alba Iulia. După un prim sezon competițional în eșalonul secund, sezonul 2008-2009 a reprezentat primul an în prima ligă baschetbalistică din România, un an de acomodare cu nivelul ridicat al competiției. Echipa a fost în totalitate formată din junioare, fără experiență la nivel înalt, acest lucru atrăgând după sine clasarea pe ultima poziție în clasament.

### Formarea unui lot competitiv
Înainte de începerea sezonului 2009-2010, lotul a fost întărit cu 4 jucătoare cu experiență, care au adus un plus de încredere și valoare echipei, iar la sfârșitul sezonului s-a văzut prin clasarea echipei pe locul 9 în Divizia A, calificarea în sferturile de finală ale Cupei României și obținerea medaliei de argint la Campionatele Naționale Universitare de Baschet. Pentru sezonul competițional 2010-2011, lotul a fost întărit cu șase jucătoare noi, care au ridicat valoric nivelul echipei, care la sfârșitul sezonului a reușit o nouă clasare pe poziția a 9-a din Divizia A și a ajuns din nou în sferturile Cupei României la Baschet Feminin. 
Sezonul 2011-2012 este primul sezon în care în componența echipei au apărut o serie de jucătoare străine, antrenor din străinătate, dar și câteva internaționale românce, iar acest lucru s-a văzut imediat. Cu patru americance și o israeliană în lot, CSU reușește, după un sezon cu suișuri și coborâșuri, să încheie pe poziția a cincea, cea mai bună din istoria clubului de până în acel moment. 

### Înalta performanță
Un sezon mai târziu la nivelul lotului s-au produs mai multe schimbări, atât ca jucătoare, cât și la nivel de conducere tehnică, la Alba Iulia ajungând titratul antrenor sârb Miroslav Popov. Rezultatele s-au văzut rapid, iar CSU a reușit cucerirea medaliei de argint în Cupa României, respectiv ocuparea locului 4 la finalul campionatului. 
Sezonul competițional 2013-2014 a fost primul în care echipa universitară l-a abordat pe trei planuri: campionat, cupă și, ca noutate, Liga Europei Centrale. Rezultatele au fost impresionante la două dintre cele două competiții, fiind cucerită medalia de bronz în campionat, respectiv câștigarea trofeului în competiția europeană, de altfel primul trofeu ajuns în vitrina clubului.
Sezonul următor, 2014-2015, a fost din nou unul foarte reușit, echipa izbutind să termine în Careul de Ași în toate cele trei competiții în care a fost angrenată, respectiv locul 4 în campionat și poziția secundă atât în Cupa României, cât și în Liga Europei Centrale. Aflată într-o evidentă creștere la nivel de performanțe, CSU Alba Iulia a înregistrat cel mai bun sezon chiar în anul competițional 2015-2016, când a reușit să termine în ”medalii”, cum se spune în toate cele trei competiții în care a fost angrenată. Astfel, deși nu a fost un sezon lipsit de greutăți, în primăvara anului 2016 echipa universitară să obțină medaliile de argint în campionat, aur în competiția europeană în care a fost angrenată și locul 3 în Cupa României. 

### Probleme financiare, Liga a 2-a și revenirea în elită
Din cauza unor probleme de natură financiară, sezonul 2016-2017 a găsit formația universitară în eșalonul secund, cu o echipă formată doar din sportive tinere, majoritatea eleve ale Liceului cu Program Sportiv din Alba Iulia. Rezultatele au fost însă din nou pozitive, iar echipa a izbutit rapid promovarea în prima ligă. Revenită în prima ligă, formația universitară a format un nou lot de sportive competitiv cu care a participat în cele două competiții interne, LNBF și Cupa României. CSU a izbutit, de asemenea, o nouă prestație reușită în Liga Europei Centrale, unde a ajuns până în Final Four, ocupând în final locul 4. În ceea ce privește competiția internă, echipa universitară, a reușit accederea în Final Eight-ul Cupei României, unde a pierdut dramatic în primul tur, iar în campionatul național, după ce a obținut câteva victorii de răsunet, s-a stins pe final și a terminat sezonul pe poziția a șasea.

## Palmares
Liga Națională
 Vicecampioană (1): 2015/2016
 Cupa României
 Finalistă (2) 2013, 2015
 Liga Europei Centrale:
 Câștigătoare: (2) 2014-15, 2015-16